# غونار اندكفيست
غونار اندكفيست هو راكب الكنو سويدي، ولد في 31 أكتوبر 1915، وتوفي في 15 مارس 2001.

## وصلات خارجية
- غونار اندكفيست على موقع أوليمبيديا (الإنجليزية)
- غونار اندكفيست على موقع اللجنة الأولمبية السويدية (السويدية)